# Caryl Churchill
Caryl Churchill (Londra, 3 settembre 1938) è una drammaturga britannica, nota per il suo stile teatrale non naturalistico e per tematiche come il femminismo e le politiche sessuali, l'abuso di potere, il colonialismo e la guerra.

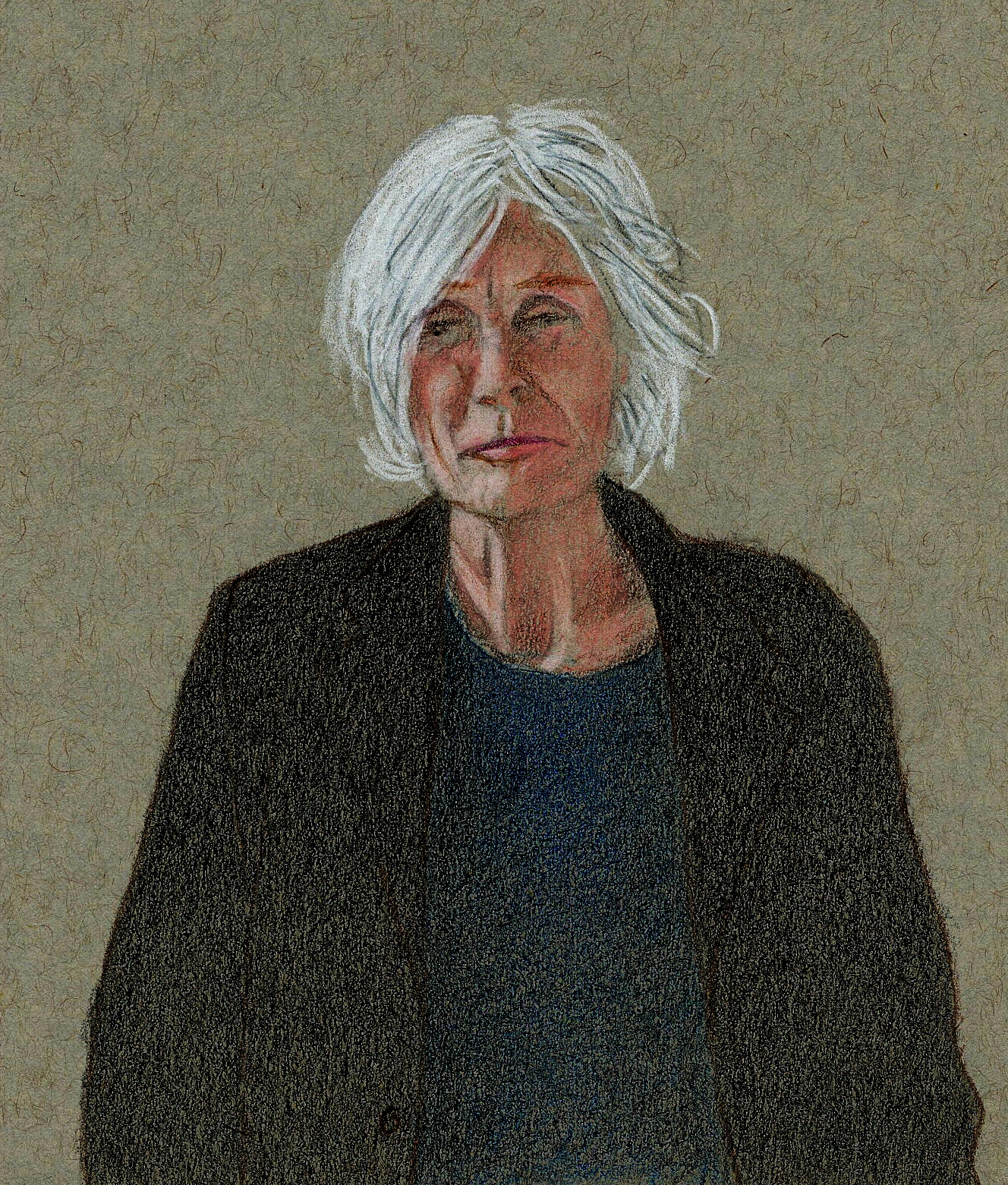

Viene riconosciuta tra le maggiori drammaturghe di lingua inglese ed è a oggi una delle più celebri tra le scrittrici contemporanee.
I suoi lavori giovanili furono influenzati dalle tecniche moderniste del teatro epico brechtiano, da lei usate per esplorare le problematiche di genere e temi inerenti alla sessualità. A partire da A mouthful of Birds (1986), la Churchill cominciò a sperimentare con forme di teatro danza, incorporando nella sua drammaturgia altre tecniche da lei sviluppate dalle performance iniziate da Artaud con il suo “Teatro della crudeltà.” Per questo i suoi lavori non sono caratterizzati da una drammaturgia con una fabula chiara, ma piuttosto privilegiano una narrazione frammentata e surrealistica che li contraddistingue come postmoderni.

## Biografia
La Churchill nasce a Londra, figlia della modella Jan e di Robert Churchill, un fumettista politico.
Dopo la Seconda Guerra Mondiale, quando lei aveva solo dieci anni, la sua famiglia emigra in Canada, a Montreal, dove frequenta la Trafalgar School for Girls.
Ritornata in Inghilterra per frequentare l'università, si laurea in Letteratura Inglese nel 1960 presso il Lady Margaret Hall, uno dei college femminili dell'università di Oxford.
Qui inizia la sua carriera di scrittrice teatrale. Le sue prime quattro pièce, Downstairs (1958) You've No Need to be Frightened, Having a Wonderful Time (1960), e Easy Death (1962) sono state rappresentate da gruppi teatrali degli studenti di Oxford.

## Carriera
Nel 1961 sposa un avvocato, il coetaneo David Harter, e si trasferisce con lui nel quartiere a nord di Londra di Islington, dedicandosi a crescere i suoi tre figli Joe, Paul and Rick. Alle attività di mamma e moglie affianca fin dall'inizio la scrittura e tra il 1960 e il 1970 comincia a scrivere brevi radiodrammi per la BBC radio, tra cui i primi lavori The Ants (1962), Not, Not, Not, Not Enough Oxygen (1971), e Schreber's Nervous Illness (1972) e anche varie pièce televisive, come The After Dinner Joke (1978) e Crimes (1982). Alcuni di questi testi sono stati da lei poi adattati per la scena.

## Tematiche e opere
Il suo primo vero e proprio testo per il palcoscenico è Owners, una piece di 2 atti e 14 scene sull'ossessione del potere, prodotta a Londra nel 1972.
Gli ideali socialisti della Churchill apparivano già ben chiari in quest'opera, che è una critica all'etica capitalista e ai suoi corollari: l'aggressività, la necessità di sfondare a ogni costo, ottenere sempre il meglio. Tra il 1974 e il 1975 lavora come drammaturga stabile al Royal Court Theatre. Degli anni del Royal Court Theatre è il suo Objections to Sex and Violence (1974). Nonostante il testo non venne recepito troppo bene dai suoi primi recensori, le permise di conoscere David Hare e Max Stafford-Clark e di iniziare più fruttuose collaborazioni con altre compagnie teatrali, come la Joint Stock Theatre Company e il Moustrous Regiment (un teatro fondato dai movimenti femministi). Il lavoro fatto durante i vari workshop veniva in seguito adoperato dalla Churchill per lo sviluppo di nuove pièce. La Churchill continuò poi anche dopo a usare un laboratorio di improvvisazioni per lo sviluppo di altre sue opere successive.
Il primo dramma a ottenere attenzioni da parte dei critici e del pubblico è stato Cloud Nine (1979), “una farsa sulle politiche sessuali”. Parzialmente ambientato in età Vittoriana, in una colonia britannica, e incentrato appunto sui rapporti tra colonia e colonizzatori, l'autrice vi scambia i generi sessuali del cast per istruire, oltre che per dar luogo a effetti di comico. L'opera fu un successo sia in Inghilterra, sia negli Stati Uniti e vinse un Obie Award nel 1982 come migliore opera dell'anno.
In quegli anni la Churchill stava liberando sempre di più la sua scrittura dai vincoli delle convenzioni realistiche e sviluppava le sue tematiche femministe. Le viene conferito poi un altro Obie Award come migliore opera per Top Girls (1982), “un testo sulla perdita di umanità delle donne che mirano al potere in ambienti dominati dagli uomini” con un cast tutto al femminile e focalizzato sulla vicenda di Marlene, che sacrifica casa e famiglia per una vita di successo nel mondo del business.
Metà dell'azione è ambientata durante una cena di celebrazione in cui Marlene viene paragonata dall'autrice a tutta una serie di donne del passato e della fantasia che sono riuscite a ottenere successo nel mondo degli uomini, ma sempre ad un prezzo. L'altra metà invece ci mostra cosa ne è della vita familiare di Marlene e quali sono le conseguenze che lei si trova a pagare per le sue scelte.
Softcops (prodotta nel 1984 dalla Royal Shakespeare Company), è un'opera surreale ambientata nella Francia del XIX secolo sui tentativi da parte del governo di depoliticizzare atti illeciti.
Serious Money (1987), “una commedia sugli eccessi nel mondo della finanza”, è un testo in versi che vuole essere una satira sulla realtà della borsa di Londra che ottenne una grande accoglienza alla sua prima produzione proprio perché rappresentato subito dopo il crollo del 1987.
Icecream (1989) investiga gli stereotipi Anglo-americani.
Nel testo di The Striker (1994) la Churchill usa poi la logica delle libere associazioni del sogno che fu criticata da alcuni critici. La commedia, dal linguaggio frammentario, è un'esplorazione visionaria dell'ecologia globale da un punto di vista vicino alle problematiche del genere, della narrazione, della vita contemporanea e metropolitana. Segue le peregrinazioni di una fata (The Striker appunto) nella sua ricerca di amore, vendetta e comprensione.
“La prolifica Churchill ha continuato a scrivere fino alla fine degli anni Novanta. Nel 1997 ha collaborato con il compositore Orlando Gough alla stesura di Hotel, un lavoro coreografato, un balletto cantato, ambientato in una stanza di hotel. Anche la surrealista This Is a Chair è dello stesso anno.”
Far away, scritta nel 2000. Siamo ora in un mondo in cui tutto in natura è in guerra. Al centro è anche questa volta una ragazza via via giovane donna e infine adulta, rappresentata all'interno di una realtà corrotta e dispotica dove succedono cose insensate e bizzarre. Attraverso una particolare forma di straniamento, l'obiettivo della Churchill è quello di mettere in evidenza quanto oggi la gente tenda a sottovalutare o, addirittura, fingere di non vedere ciò che viene percepito come “lontano” e “distante”. L'incapacità di vedere e la mancanza di senso di responsabilità sono così destinati a produrre il caos e, di conseguenza, uno stato di imminente conflitto globale. Tra i molti temi qui evocati spiccano l'Olocausto, la pulizia etnica, i danni dei totalitarismi, l'ambientalismo e, infine, la brutalità dell'individuo nel vivere quotidiano.
Infatti, da dopo la Guerra fredda, le strategie della paura non sono agenti presenti solo nei campi di battaglia ma si diffondono nella vita di tutti i giorni utilizzando altre armi, sottilissime: la minaccia, la dissuasione, la costrizione.
Nella “nebbia della guerra” al terrore trapelano nuove tattiche e figure, individuali e collettive. Spie, infiltrati, agenti doppi, traditori, intercettori, cifratori e decodificatori: tutti necessari a combattere, se non a vincere, i conflitti delle guerre post-atomiche, sempre in bilico tra lealtà opposte, tra rapporti e racconti, minacce e seduzioni.
Nel 2002 ha affrontato il tema della clonazione umana nel testo A Number. Un adattamento per la TV venne poi mostrato dalla BBC nel settembre del 2008. Con la sua ultima commedia Drunk Enough To Say I Love You (2006) l'autrice si è posta criticamente nei confronti della sottomissione della Gran Bretagna all'America in fatto di politica estera.
In "7 Bambine ebree", composta nel 2009 dopo una campagna militare israeliana a Gaza, sette adulti suggeriscono cosa dire, e cosa non dire, a sette bambine ebree di epoche differenti. È un viaggio storico di un popolo, dalla condizione di vittima a quella di aggressore. Dall'Olocausto ai fatti di Gaza, l'attenzione dell'autrice si focalizza proprio sulla confusione che permea l'identità ebraica. È un atto d'accusa contro la guerra e la sopraffazione, il calcolo e l'interesse e, soprattutto, mette in evidenza le contraddizioni e le oscillazioni della coscienza di un popolo.